# Liste der Monuments historiques in Penchard
Die Liste der Monuments historiques in Penchard führt die Monuments historiques in der französischen Gemeinde Penchard auf.

## Liste der Objekte
| Bezeichnung                                                           | Beschreibung                                                        | Standort | Kennzeichnung | Schutzstatus | Datum | Bild |
| --------------------------------------------------------------------- | ------------------------------------------------------------------- | -------- | ------------- | ------------ | ----- | ---- |
| Skulptur des heiligen Sebastian                                       | Stein, polychrom gefasst, 18. Jahrhundert; in der Kirche St-Nicolas | (Lage)   | PM77002769    | Inscrit      | 1977  |      |
| Gemälde Der heilige Nikolaus erweckt die drei Kinder wieder zum Leben | 18. Jahrhundert; in der Kirche St-Nicolas                           | (Lage)   | PM77004800    | Inscrit      | 1994  |      |